# Konference evropských církví
Konference evropských církví (zkráceně CEC, z angličtiny: Conference of European Churches) vznikla v lednu 1959 v Dánsku. Hlavní snahou organizace bylo budovat ekumenický dialog mezi křesťany na Východě a na Západě, a tím ukázat, že železná opona mezi církvemi neexistuje. Např. 4. valné shromáždění CEC se konalo v mezinárodních vodách na palubě lodi, aby se zajistila účast východoevropských církevních zástupců. V preambuli Ústavy CEC se píše: „CEC je evropským ekumenickým společenstvím církví, které vyznávají Ježíše Krista jako Boha a Spasitele podle Písem a usilují uskutečňovat své poslání společně ke slávě jednoho Boha, Otce i Syna i Ducha svatého.“